# Los Chañaritos (Río Segundo)
Los Chañaritos (Río Segundo) é uma comuna da província de Córdoba, na Argentina.